# Bécharaji
Becharaji ou Bahucharaji est une ville indienne construite autour d'un temple hindou et la capitale d'un taluka dans le district de Mehsana de l'État du Gujarat. Le temple de la déesse hindoue Bahuchara Mata est un centre de pèlerinage majeur pour l'état du Gurajat.

## Histoire
Le nom de la ville dérive de Bahuchar Mata, une déesse hindoue de la fertilité connue pour être la patronne des Hijras. La région autour de la ville est connue sous le nom de Chunwal. Le village de Béchar est situé 1 km au sud du temple tandis que le village de Sankhalpur est situé à 2 km au nord du temple. La ville moderne s'est développée autour du temple entre ces deux villages nommés Béchar et Sankhalpur.
Le Maharadjah marathe Sayajirao Gaekwad (en) a étendu le chemin de fer de l'État de Baroda de Gaekwar (GBSR) jusqu'à la ville, pour son développement.

## Données démographiques
Selon le recensement de l'Inde de 2011, Becharaji compte 12 574 habitants .

## Économie
Il existe un grand nombre de maisons d'hôtes et d'autres installations pour les fidèles de la ville. Il y a un bureau de poste et un hôpital gouvernemental. La région compte un certain nombre de grands constructeurs automobiles comme l'usine Maruti Suzuki Gujarat qui produit un million de voitures chaque année

## Voir également
- Patan, Gujarat
- Temple du Soleil, Modhera